# Colonna (Lácio)
Colonna é uma comuna italiana da região do Lácio, província de Roma, com cerca de 3 329 habitantes. Estende-se por uma área de 3,5 km² (densidade: 951,1 hab./km²) Faz fronteira com Monte Compatri, Roma, San Cesareo.

## Demografia
| Variação demográfica do município entre 1861 e 2011                               |
|                                                                                   |
| Fonte: Istituto Nazionale di Statistica (ISTAT) - Elaboração gráfica da Wikipedia |